# قطعنامه ۷۴۳ شورای امنیت
قطعنامه ۷۴۳ شورای امنیت سازمان ملل متحد که در تاریخ ۲۱ فوریه ۱۹۹۲ تصویب شد، سندی بین‌المللی دربارهٔ جمهوری فدرال سوسیالیستی یوگسلاوی است. این قطعنامه طی نشست ۳۰۵۵ام با ۱۵ رای موافق، ۰ مخالف و ۰ ممتنع تصویب شد.